# (523797) 2016 NM56
(523797) 2016 NM56 est un centaure de magnitude absolue 11,1. Son diamètre est estimé à 27 km.